# Novosilkî, Iavoriv
Novosilkî (în ucraineană Новосілки) este un sat în comuna Vijomlea din raionul Iavoriv, regiunea Liov, Ucraina.

## Demografie
Componența lingvistică a localității Novosilkî
     Ucraineană (100%)
Conform recensământului din 2001, toată populația localității Novosilkî era vorbitoare de ucraineană (100%).